# Horst Sauerbruch
Horst Sauerbruch (* 31. Mai 1941 in Rom; † 16. Oktober 2021 in München) war ein deutscher Maler und Hochschullehrer. Er lebte und arbeitete in München.

## Leben
Horst Sauerbruch wurde 1941 in Rom als Sohn des Künstlers Hans Sauerbruch und Enkel des Chirurgen Ferdinand Sauerbruch geboren; der Architekt Matthias Sauerbruch ist sein jüngerer Bruder.
Sauerbruch studierte von 1963 bis 1967 bei Anton Marxmüller und Hermann Kaspar an der Akademie der Bildenden Künste München. Von 1969 bis 1971 war er dort Assistent. Von 1972 bis 2006 hatte er die neu errichtete Professur für Kunsterziehung inne.
Gemeinsam mit Thomas Zacharias und Rudi Seitz prägte er in diesen Jahren die Ausbildung gymnasialer Kunsterzieher an der Münchner Akademie der Bildenden Künste. Studenten bei ihm waren unter anderem Stephan Huber, Werner Maier, Albert Hien, Martin Gensbaur und Gerhard Schebler.
Er zeigte seine Arbeiten u. a. in den Ausstellungen von Karl & Faber Kunstauktionen in München und illustrierte Bücher des mit ihm befreundeten Autors Reiner Kunze.

## Preise und Mitgliedschaften (Auswahl)
- Stipendiat der Studienstiftung des deutschen Volkes
- Mitglied der Münchener Secession